# LuAS-969
Der ЛуАЗ-969, deutsche Transkription LuAS-969, englische Transkription LuAZ-969, ist ein von NAMI in Zusammenarbeit mit SAS entwickelter Geländewagen, den das Luzker Automobilwerk (LuAS) zwischen 1967 und 1990 in vier Modifikationen (LuAS-969W, LuAS-969, LuAS-969A, LuAS-969M) herstellte. Ursprünglich wurde das Modell als ЗАЗ-969 (SAS-969) bezeichnet, erst ab 1975 erhielt es das Kürzel des Herstellers LuAS. Vom meistgebauten Modell LuAS-969M entstanden zwischen 1978 und 1991 insgesamt 170.683 Einheiten.

## Entwicklung

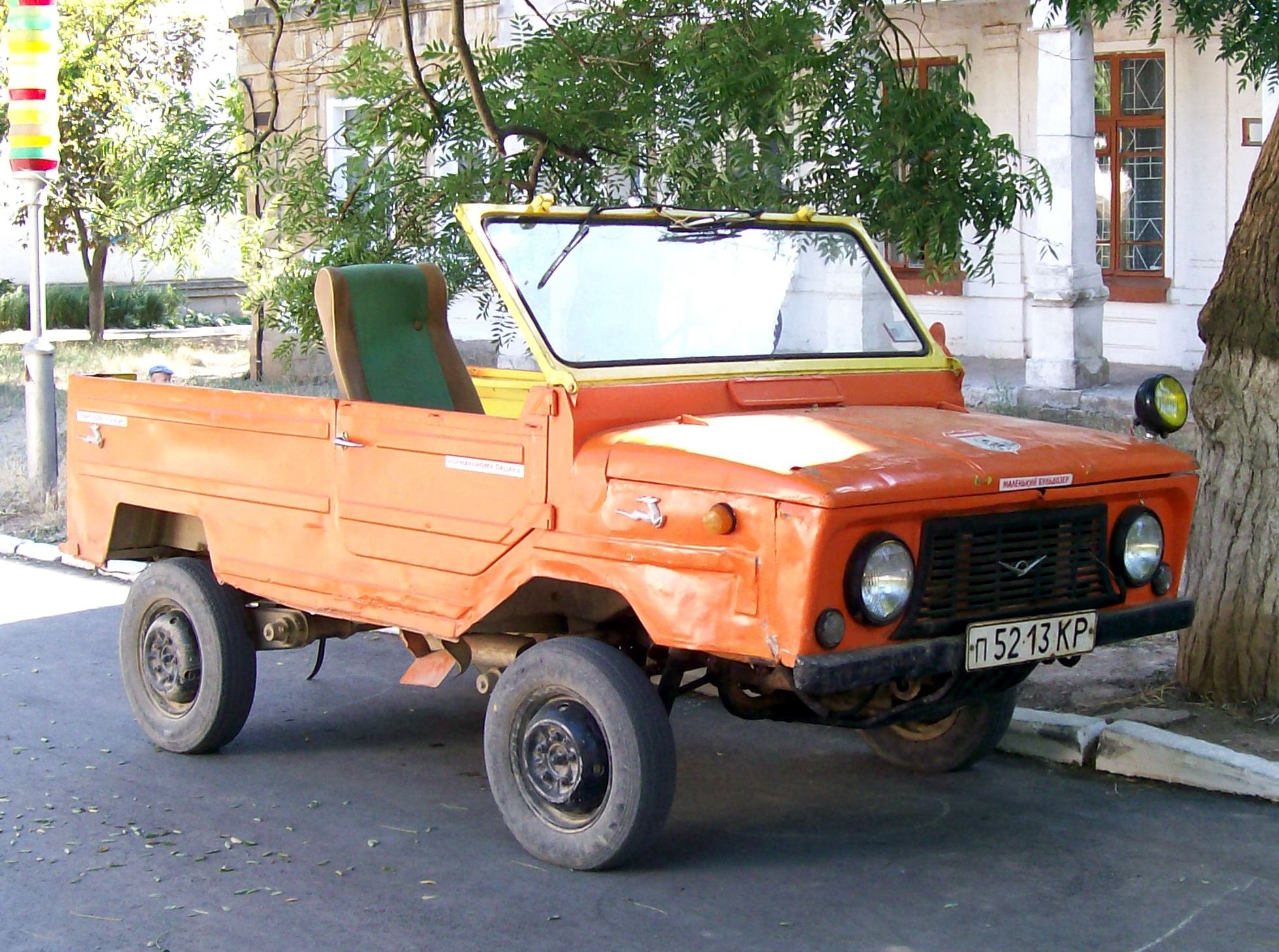
SAS-969 (1971–1975)

Die Entwicklung des Fahrzeugs begann Ende der 1950er-Jahre bei NAMI. Ziel war die Konstruktion eines kleinen Geländewagens mit einer Nutzmasse von 300 kg, der für ländliche Gebiete der UdSSR geeignet war. Zunächst orientierte man sich am Steyr-Puch Haflinger. Der erste Prototyp mit der Bezeichnung NAMI-049 war ein Kübelwagen und hatte eine Fahrzeugwanne mit einer Gesamtlänge von 3300 mm und einen Radstand von 1800 mm. Die Räder hatten ein Vorgelege, um die Bodenfreiheit zu erhöhen. Angetrieben wurde der NAMI-049 von einem Zweizylinderboxermotor aus dem Motorrad Ural M-62 mit 649 cm3 Hubraum und einer Leistung von 16 kW. Die Leermasse betrug 760 kg.
1961 folgte eine überarbeitete Variante dieses Prototyps, der NAMI-049A. An dessen Entwicklung waren bereits Ingenieure des SAS beteiligt. Dieser Prototyp behielt seinen Radstand von 1800 mm, wurde aber um 300 mm auf 3600 mm verlängert. Anstelle des Motorradmotors wurde ein luftgekühlter Viertaktottomotor in V4-Bauweise aus dem ЗАЗ-965A «Запорожец» mit 887 cm3 Hubraum eingebaut, der durch eine niedrigere Nenndrehzahl geringfügig auf 19 kW gedrosselt wurde. Gekoppelt war der Motor an ein Vierganggetriebe mit Untersetzung, angetrieben wurden die Vorderräder. Der Hinterradantrieb war bei Bedarf zuschaltbar. Die Reifengröße war 5,90–13. Tests mit dem Fahrzeug überzeugten, es erhielt die Typenbezeichnung SAS-969 und war 1965 fertiggestellt. Da bei SAS jedoch keine Produktionskapazitäten zur Verfügung standen, wurde zunächst über den weiteren Verlauf des Projektes verhandelt. Schließlich wurde das LuAS mit einbezogen, es entwickelte das Fahrzeug bis zur Serienreife. LuAS baute damals vor allem Spezialversionen der Kastenwagen Moskwitsch-432 und Moskwitsch-433.
Der 1967 beim LuAS in die Serienfertigung übernommene Wagen, der SAS-969W, unterschied sich jedoch vom ursprünglich geplanten Fahrzeug. Anstelle des Vierganggetriebes mit Untersetzung hat er ein vereinfachtes Vierganggetriebe und keinen zuschaltbaren Hinterradantrieb mehr, da sich die Entwicklung eines serienreifen Hinterradantriebs verzögerte. Bei einem unveränderten Radstand von 1800 mm war das Fahrzeug nur 3270 mm lang, 1560 mm breit und 1770 mm hoch, die Fahrzeugwanne hatte zwei Seiteneinstiege und eine eingehängte Heckklappe. Zugunsten einer besseren Gewichtsverteilung ist der Kraftstoffbehälter vor der Hinterachse eingebaut. Der Motor ist der gleiche wie im Prototyp, die Nennleistung wurde jedoch auf 22 kW erhöht. Die Masse beträgt 820 kg, die Reifengröße 6,00–13, die Höchstgeschwindigkeit 75 km/h. Ausgelegt ist der SAS-969W für vier Personen und 100 kg Zuladung oder zwei Personen und 250 kg Zuladung. Es entstanden ca. 7400 Fahrzeuge.
Da der SAS-969W sich zu einem äußerst erfolgreichen Fahrzeug entwickelte, wurde beschlossen, auch das ursprüngliche Fahrzeugkonzept mit zuschaltbarem Hinterradantrieb in die Serienfertigung zu übernehmen. Ab 1971 wurde bei LuAS dann der SAS-969 gebaut, der technisch dem SAS-969W gleicht, aber zuschaltbaren Hinterradantrieb hat. Auch wurde in das Getriebe ein zusätzlicher Kriechgang eingebaut, sodass das Fahrzeug selbst vollbeladen schwieriges Gelände durchfahren konnte. Das Fahrzeug wurde bis zum 31. Dezember 1974 gebaut, es entstanden 16.210 Einheiten.
1975 wurde der LuAS-969A vorgestellt, der einen überarbeiteten Motor mit 1198 cm3 Hubraum und einer Leistung von 29 kW aus dem ЗАЗ-966 «Запорожец» erhielt. Das Vierganggetriebe wurde überarbeitet und die Vorgelege wurden modifiziert, sodass nun wieder Reifen der Dimension 5,90–13 verwendet werden konnten und eine Bodenfreiheit von 280 mm erreicht wurde. Das Differenzialgetriebe der Hinterachse erhielt eine zuschaltbare Sperre. Das Fahrzeug wurde bis zum Frühjahr 1979 gebaut, es entstanden 38.411 Einheiten.
1978 wurde sowohl auf der Ausstellung der Errungenschaften der Volkswirtschaft und dem Turiner Automobilsalon die völlig überarbeitete Variante LuAS-969M vorgestellt. Im Januar 1979 wurde das Vorserienmodell auf dem Auto/Moto Salon in Brüssel gezeigt, die Serienfertigung startete in den darauffolgenden Monaten. Das Fahrzeug hat ein stark modifiziertes Aussehen mit einer neuen Kühlermaske, geänderten Stoßstangen und neuen Türgriffen. Das vorher spartanische Erscheinungsbild des SAS-969 wich einem deutlich moderner wirkenden Äußeren. Mit dem optional verfügbaren Stoffverdeck wirkte diese modernisierte Version auf den ersten Blick nicht mehr wie ein Fahrzeug der SAS-969-Familie. Auch technisch wurde der SAS-969M im Vergleich zu seinen Vorgängern modifiziert. Rundum erhielt das Fahrzeug Einzelradaufhängung an Parallelschwingen (vorn geschoben, das heißt, die Drehachse der Schwinge liegt hinter den Rädern) mit Drehstabfedern, der Motor wurde nun vorn im Fahrzeug leicht rechts versetzt eingebaut (erkennbar am großen Schutzblech am Unterboden beim militärischen Luas-969M im Bild rechts). Weitere Neuerung war eine Zweikreisbremsanlage mit Bremskraftverstärker. Rundum sind Trommelbremsen eingebaut. Durch die Änderungen erhöhten sich Fahrzeugmasse und Kraftstoffverbrauch des Fahrzeuges geringfügig. Der italienische Importeur Maroelli rüstete die nach Italien importierten Wagen mit einem flüssigkeitsgekühlten OHV-Vierzylinderreihenottomotor des Typs Ford Valencia mit 1117 cm3 Hubraum und einer Motorleistung von 37 kW aus. Nach der Wende wurde der LuAS-969 ab 1993 durch den LuAS-1302 ersetzt, der einen moderneren flüssigkeitsgekühlten 1091-cm3-OHC-Motor mit einer Leistung von 37,5 kW aus dem Tawria erhielt.

## Technische Daten
| Kenngrößen                      | NAMI-049                                           | NAMI-049A                                                                           | SAS-969W                             | SAS-969                                                                             | LuAS-969A                                                                          | LuAS-969M                                                                           |
| ------------------------------- | -------------------------------------------------- | ----------------------------------------------------------------------------------- | ------------------------------------ | ----------------------------------------------------------------------------------- | ---------------------------------------------------------------------------------- | ----------------------------------------------------------------------------------- |
| Baujahre                        | Ende 1950er-Jahre                                  | 1961                                                                                | 1967–1971                            | 1971–1975                                                                           | 1975–1978                                                                          | 1978–1991                                                                           |
| Masse                           | 760 kg                                             | 750 kg                                                                              | 820 kg                               | 850 kg                                                                              | 940 kg                                                                             | 960 kg                                                                              |
| Nutzmasse                       |                                                    |                                                                                     | 400 kg                               |                                                                                     | 400 kg                                                                             | Vier Personen + 120 kg Zwei Personen + 260 kg                                       |
| Länge                           | 3300 mm                                            | 3564 mm                                                                             | 3270 mm                              | 3270 mm                                                                             | 3370 mm                                                                            | 3390 mm                                                                             |
| Breite                          |                                                    | 1540 mm                                                                             | 1560 mm                              | 1560 mm                                                                             | 1640 mm                                                                            | 1610 mm                                                                             |
| Höhe                            |                                                    | 1690 mm                                                                             | 1770 mm                              | 1770 mm                                                                             | 1790 mm                                                                            | 1770 mm                                                                             |
| Radstand                        | 1800 mm                                            | 1800 mm                                                                             | 1800 mm                              | 1800 mm                                                                             | 1800 mm                                                                            | 1800 mm                                                                             |
| Bodenfreiheit                   |                                                    | 300 mm                                                                              |                                      | 290 mm                                                                              | 280 mm                                                                             | 280 mm                                                                              |
| Spurweite vorn/hinten           |                                                    | 1300/1320 mm                                                                        |                                      | 1325/1320 mm                                                                        | 1325/1320 mm                                                                       | 1335/1330 mm                                                                        |
| Reifen                          |                                                    | 5,90–13″                                                                            | 6,00–13″                             | 5,90–13″                                                                            | 5,90–13″                                                                           | 5,90–13″                                                                            |
| Motorbaumuster                  | ИМЗ М-62                                           | МеМЗ-966                                                                            | МеМЗ-969                             | МеМЗ-969                                                                            | МеМЗ-969A                                                                          | МеМЗ-969A                                                                           |
| Motorbauart                     | Luftgekühlter Zweizylinderviertaktboxermotor, Otto | Luftgekühlter V4-Viertaktmotor, Otto                                                | Luftgekühlter V4-Viertaktmotor, Otto | Luftgekühlter V4-Viertaktmotor, Otto                                                | Luftgekühlter V4-Viertaktmotor, Otto                                               | Luftgekühlter V4-Viertaktmotor, Otto                                                |
| Gemischaufbereitung             | Vergaser                                           | Vergaser                                                                            | Vergaser                             | Vergaser                                                                            | Vergaser                                                                           | Vergaser                                                                            |
| Hubraum                         | 649 cm3                                            | 887 cm3                                                                             | 887 cm3                              | 887 cm3                                                                             | 1198 cm3                                                                           | 1198 cm3                                                                            |
| Bohrung × Hub                   | 78 mm × 68 mm                                      |                                                                                     |                                      |                                                                                     | 76 mm × 66 mm                                                                      | 76 mm × 66 mm                                                                       |
| Nennleistung (DIN 70020)        | 16 kW                                              | 19 kW bei 4000 min−1                                                                | 22 kW bei 4000–4200 min−1            | 22 kW bei 4000–4200 min−1                                                           | 29 kW                                                                              | 31 kW bei 4200 min−1                                                                |
| Max. Drehmoment (DIN 70020)     |                                                    | 54 N·m bei 2600 min−1                                                               |                                      | 52 N·m bei 2500–3000 min−1                                                          |                                                                                    | 74,5 N·m bei 2700–2900 min−1                                                        |
| Höchstgeschwindigkeit           |                                                    | 70 km/h                                                                             | 75 km/h                              | 75 km/h                                                                             | 85 km/h                                                                            | 85 km/h                                                                             |
| Getriebe                        | Viergang                                           | Viergang+Kriechgang I: 3,83:1 II: 2,29:1 III: 1,39:1 IV: 0,90:1 K: 6,73:1 R: 4,75:1 | Viergang                             | Viergang+Kriechgang I: 3,80:1 II: 2,12:1 III: 1,41:1 IV: 0,83:1 K: 7,20:1 R: 4,16:1 | Viergang+Kriechgang                                                                | Viergang+Kriechgang I: 3,80:1 II: 2,12:1 III: 1,41:1 IV: 0,96:1 K: 7,20:1 R: 4,16:1 |
| Antrieb                         | Beide Achsen                                       | Vorderachse, Hinterachsantrieb zuschaltbar                                          | Vorderachse                          | Vorderachse, Hinterachsantrieb zuschaltbar                                          | Vorderachse mit zuschaltbarem Hinterachsantrieb, sperrbares Hinterachsdifferenzial | Vorderachse mit zuschaltbarem Hinterachsantrieb, sperrbares Hinterachsdifferenzial  |
| Volumen des Kraftstoffbehälters |                                                    |                                                                                     | 34 l                                 | 34 l                                                                                | 34 l                                                                               | 34 l                                                                                |
| Kraftstoffverbrauch             |                                                    |                                                                                     |                                      |                                                                                     | 9 l/100 km                                                                         | 10 l/100 km                                                                         |
| Steigfähigkeit                  |                                                    |                                                                                     |                                      |                                                                                     |                                                                                    | 58 %                                                                                |
| Maximal zulässige Anhängemasse  |                                                    |                                                                                     |                                      |                                                                                     |                                                                                    | 300 kg                                                                              |
| Quelle                          | [ Tuček 4 ]                                        | [ Ионес 4 ]                                                                         | [ Tuček 2 ]                          | [ Ионес 5 ]                                                                         | [ Tuček 4 ]                                                                        | [ Ионес 6 ]                                                                         |